# Чарлек (Міссурі)
Чарлек (англ. Charlack) — місто (англ. city) в США, в окрузі Сент-Луїс штату Міссурі. Населення — 1304 особи (2020).

## Географія
Чарлек розташований за координатами 38°42′11″ пн. ш. 90°20′34″ зх. д. / 38.70306° пн. ш. 90.34278° зх. д. (38.702957, -90.342720).  За даними Бюро перепису населення США в 2010 році місто мало площу 0,68 км², уся площа — суходіл.

## Демографія
Згідно з переписом 2010 року, у місті мешкали 1363 особи в 565 домогосподарствах у складі 337 родин. Густота населення становила 2000 осіб/км².  Було 616 помешкань (904/км²).
Расовий склад населення:
| - 55,8 % — білих - 35,4 % — чорних або афроамериканців - 1,5 % — азіатів - 0,3 % — корінних американців - 3,3 % — осіб інших рас |

До двох чи більше рас належало 3,7 %. Частка іспаномовних становила 7,2 % від усіх жителів.
За віковим діапазоном населення розподілялося таким чином: 25,8 % — особи молодші 18 років, 67,3 % — особи у віці 18—64 років, 6,9 % — особи у віці 65 років та старші. Медіана віку мешканця становила 30,1 року. На 100 осіб жіночої статі у місті припадало 92,5 чоловіків;  на 100 жінок у віці від 18 років та старших — 87,2 чоловіків також старших 18 років.
Середній дохід на одне домашнє господарство  становив 56 564 долари США (медіана — 44 886), а середній дохід на одну сім'ю — 61 078 доларів (медіана — 55 139). Медіана доходів становила 41 146 доларів для чоловіків та 32 431 долар для жінок. За межею бідності перебувало 5,8 % осіб, у тому числі 6,3 % дітей у віці до 18 років та 2,3 % осіб у віці 65 років та старших.
Цивільне працевлаштоване населення становило 815 осіб. Основні галузі зайнятості: виробництво — 17,5 %, освіта, охорона здоров'я та соціальна допомога — 17,1 %, науковці, спеціалісти, менеджери — 13,0 %, мистецтво, розваги та відпочинок — 10,1 %.